# Alland'Huy-et-Sausseuil
Alland'Huy-et-Sausseuil là một xã ở tỉnh Ardennes, thuộc vùng Grand Est ở phía bắc nước Pháp.